# Fripp and Eno
Fripp and Eno, stylisé Fripp & Eno, est un groupe d'ambient britannique. Il est formé par Brian Eno (Roxy Music) et Robert Fripp (King Crimson). Le duo a sorti quatre albums. L’album Headcandy contient également une de leurs collaborations même si Eno est le seul artiste crédité.

## Discographie
- 1973 : (No Pussyfooting)
- 1975 : Evening Star[1]
- 2004 : The Equatorial Stars
- 2007 : Beyond Even (1992-2006)